# La Jonquera (kommun)
La Jonquera är en kommun i Spanien. Den ligger i provinsen Girona och regionen Katalonien, i den östra delen av Spanien. Antalet invånare är 3 203. Arean är 57 kvadratkilometer.

## Geografi
La Jonquera är belägen längst åt nordöst i Katalonien, på gränsen till Frankrike. Terrängen präglas av att den östligaste delen av Pyrenéerna löper genom kommunen. Längst i norr utgör orten Pertús en tätort tillsammans med angränsande Le Perthus på andra sidan landsgränsen. La Jonquera gränsar även till Espolla, Sant Climent Sescebes, Cantallops, Capmany, Agullana, Maureillas-las-Illas (i Spanien) samt Laroque-des-Albères, L'Albère och Sorède (i Frankrike).